# Город призраков (фильм, 2002)
«Го́род при́зраков» (англ. City of Ghosts) — американский кинофильм 2002 года. Первая режиссёрская работа в кино актёра Мэтта Диллона, который также исполнил в фильме главную роль. Премьера состоялась 19 сентября 2002 года на Международном кинофестивале в Торонто.

## Описание
Джимми Кремминг (Мэтт Диллон) угодил в неприятную историю с мошенничеством в страховой компании. Ему удаётся уйти от расследования, покинуть Соединённые штаты и вылететь в Бангкок. Он узнаёт, что его шеф и партнёр Марвин (Джеймс Каан) оказывается связанным с мафией и находится в Камбодже, где готовит новую, более крупную аферу. Джимми отправляется на его поиски в Пномпень…

## В ролях
- Мэтт Диллон — Джимми Кремминг
- Джеймс Каан — Марвин
- Наташа Макэлхон — Софи
- Жерар Депардьё — Эмиль
- Кем Серейвут — Сок
- Стеллан Скарсгард — Каспар
- Роуз Бирн — Сабрина
- Шон Эндрюс — Робби
- Роб Кэмпбелл